# James Yates
James Yates ( * 30 de abril de 1789 , Toxteth Park, Liverpool - 7 de mayo de 1871 , Highgate) fue un pastor evangélico, arqueólogo, botánico amateur inglés.
Yates trabajó con colecciones de plantas de la familia Cycadaceae, llegando más tarde al Museo Británico en Londres.

## Honores
Fue miembro electo de la Academia Prusiana de las Ciencias

### Epónimos
- Yatesia Carruth.

- La abreviatura «J.Yates» se emplea para indicar a James Yates como autoridad en la descripción y clasificación científica de los vegetales.[2]